# Val de Briey
Val de Briey est une commune nouvelle française, créée le 1er janvier 2017, située dans le département de Meurthe-et-Moselle, en Lorraine, dans la région administrative Grand Est,, unissant les communes de Briey, de Mance et de Mancieulles.
Note : les arrêtés préfectoraux utilisent la graphie « Val de Briey », graphie non conforme aux règles de typographie française,, qui demanderaient deux traits d'union.

## Géographie

### Localisation
| Bettainvillers       | Avril               | Moyeuvre-Grande (Moselle) |
| Tucquegnieux         | Val de Briey        |                           |
| Anoux, Lantéfontaine | Moutiers, Homécourt | Jœuf                      |

### Hydrographie

#### Réseau hydrographique
La commune est dans le bassin versant du Rhin au sein du bassin Rhin-Meuse. Elle est drainée par le ruisseau de la Vallée, le ruisseau des Sept Chevaux, le ruisseau le Grand Ru, le ruisseau le Woigot et l'Orne,.
Le ruisseau de la Vallée, d'une longueur de 12 km, prend sa source dans la commune de Anderny et se jette  dans le Woigot sur la commune, après avoir traversé cinq communes.
Le ruisseau des Sept Chevaux, d'une longueur de 16 km, prend sa source dans la commune de Norroy-le-Sec et se jette  dans le Rawe à Valleroy, après avoir traversé six communes.
Le Woigot, d'une longueur de 21 km, prend sa source dans la commune de Mont-Bonvillers et se jette  dans l'Orne à Auboué, après avoir traversé sept communes. Les caractéristiques hydrologiques du Woigot sont données par la station hydrologique située sur la commune. Le débit moyen mensuel est de 1,27 m3/s. Le débit moyen journalier maximum est de 22 m3/s, atteint lors de la crue du 21 décembre 1993. Le débit instantané maximal est quant à lui de 56,2 m3/s, atteint le même jour.

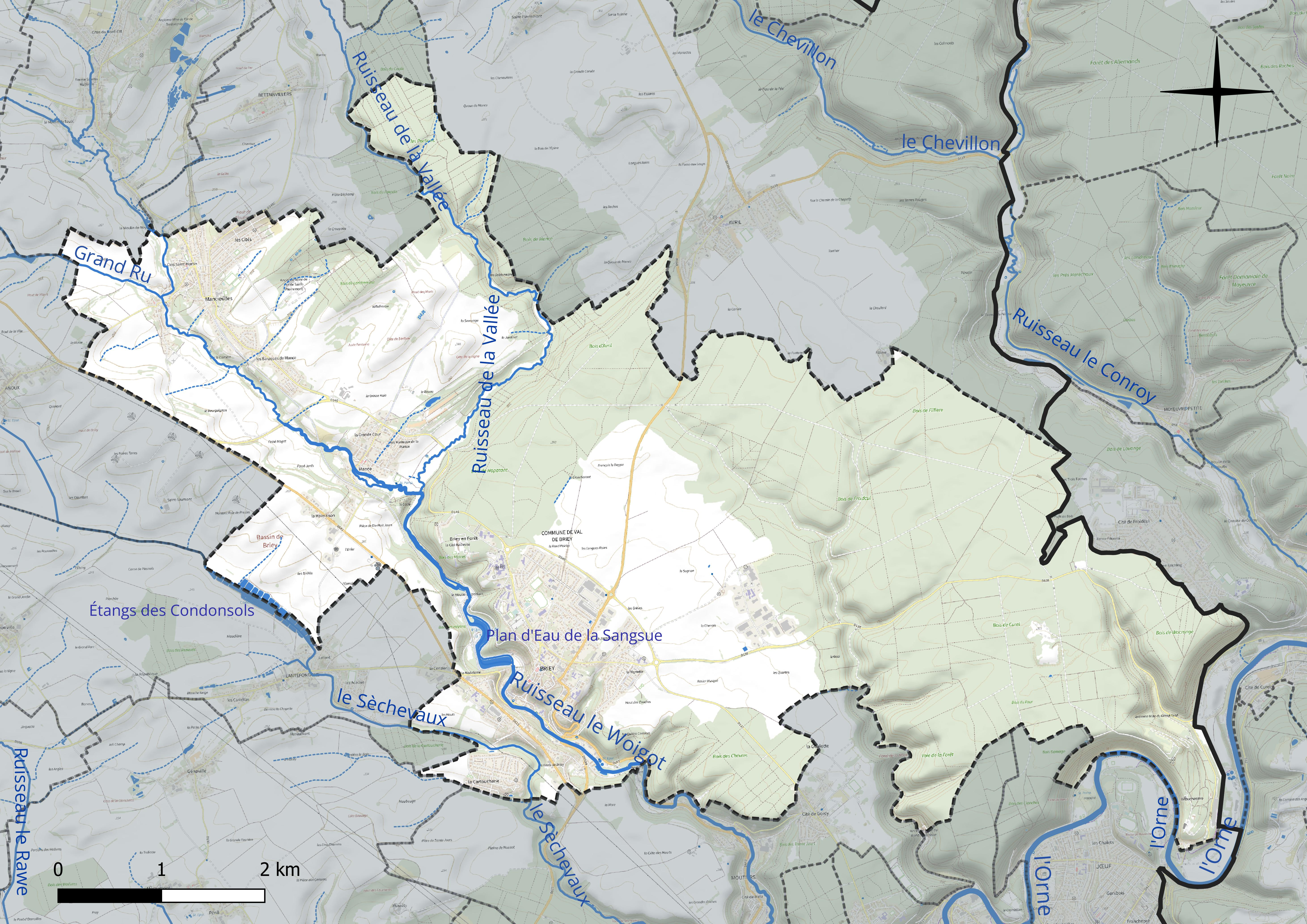
Réseau hydrographique de Val de Briey.

Un plan d'eau complète le réseau hydrographique : le plan d'eau de la Sangsue (5,4 ha),.

#### Gestion et qualité des eaux
Le territoire communal est couvert par le schéma d'aménagement et de gestion des eaux (SAGE) « Bassin ferrifère ». Ce document de planification concerne le périmètre des anciennes galeries des mines de fer, des aquifères et des bassins versants hydrographiques associés qui s’étend sur 2 418 km2. Les bassins versants concernés sont celui de la Chiers en amont de la confluence avec l'Othain, et ses affluents (la Crusnes, la Pienne, l'Othain), celui de l'Orne et ses affluents et celui de la Fensch, le Veymerange, la Kiesel et les parties françaises du bassin versant de l'Alzette et de ses affluents (Kaylbach, ruisseau de Volmerange). Il a été approuvé le 27 mars 2015. La structure porteuse de l'élaboration et de la mise en œuvre est la région Grand Est.
La qualité des cours d’eau peut être consultée sur un site dédié géré par les agences de l’eau et l’Agence française pour la biodiversité.

### Climat
Pour des articles plus généraux, voir Climat du Grand Est et Climat de Meurthe-et-Moselle.
En 2010, le climat de la commune est de type climat des marges montargnardes, selon une étude du Centre national de la recherche scientifique s'appuyant sur une série de données couvrant la période 1971-2000. En 2020, Météo-France publie une typologie des climats de la France métropolitaine dans laquelle la commune est exposée à un climat semi-continental et est dans la région climatique Lorraine, plateau de Langres, Morvan, caractérisée par un hiver rude (1,5 °C), des vents modérés et des brouillards fréquents en automne et hiver.
Pour la période 1971-2000, la température annuelle moyenne est de 9,4 °C, avec une amplitude thermique annuelle de 16,7 °C. Le cumul annuel moyen de précipitations est de 836 mm, avec 13 jours de précipitations en janvier et 9,2 jours en juillet. Pour la période 1991-2020, la température moyenne annuelle observée sur la station météorologique de Météo-France la plus proche, « Doncourt-lès-Conflans », sur la commune de Doncourt-lès-Conflans à 12 km à vol d'oiseau, est de 10,7 °C et le cumul annuel moyen de précipitations est de 710,3 mm. 
La température maximale relevée sur cette station est de 40,9 °C, atteinte le 25 juillet 2019 ; la température minimale est de −16,5 °C, atteinte le 26 décembre 2010,,.
Les paramètres climatiques de la commune ont été estimés pour le milieu du siècle (2041-2070) selon différents scénarios d'émission de gaz à effet de serre à partir des nouvelles projections climatiques de référence DRIAS-2020. Ils sont consultables sur un site dédié publié par Météo-France en novembre 2022.

## Urbanisme

### Typologie
Au 1er janvier 2024, Val de Briey est catégorisée petite ville, selon la nouvelle grille communale de densité à sept niveaux définie par l'Insee en 2022.
Elle appartient à l'unité urbaine de Val de Briey, une agglomération intra-départementale regroupant deux  communes, dont elle est ville-centre,,. Par ailleurs la commune fait partie de l'aire d'attraction de Val de Briey, dont elle est la commune-centre,. Cette aire, qui regroupe 14 communes, est catégorisée dans les aires de moins de 50 000 habitants,.

### Voies de communication et transports
Autoroute A4 (Strasbourg-Paris) : échangeur de Jarny à 6 km de Briey par la RD 613. Le Conseil Départemental de Meurthe-et-Moselle a toujours en projet la liaison Briey-Autoroute A4 pour :
- achever le contournement de Briey ;
- raccorder le bassin de Briey à l'autoroute A4 ;
- améliorer les liaisons Est/Ouest.

Cela serait également un atout pour le développement économique du secteur de Val de Briey.
À ce jour, le chantier n’est pas programmé par le Conseil Départemental de Meurthe-et-Moselle et le projet de viaduc de 310 mètres de long qui doit surplomber la vallée de Woigot devra encore patienter...
Voie ferrée : la gare de Briey a été démolie en 1987. La halte ferroviaire la plus proche est à Homécourt soit à 7 km.
Transports en commun : www.st2b.fr : autorité organisatrice des transports en commun, le ST2B a pour mission d'organiser le réseau de transports sur le territoire du bassin de Briey avec un réseau de bus interurbain et des navettes locales.
Aéroport : le plus proche est celui de Findel à Luxembourg, situé à 55 km au nord de Val de Briey. 

## Histoire
La commune nouvelle est issue du projet de regroupement des communes de Briey, de Mance et de Mancieulles, dont la création a été approuvée par les conseils municipaux des trois communes.
Ce projet devait initialement inclure la commune des Baroches, dont elle avait accepté par délibération municipale la fusion dans la commune nouvelle. Cependant, cette décision a fait l'objet d'une forte opposition de la part des habitants de la commune, entraînant un nouveau vote qui refuse l'intégration à la commune nouvelle.

## Politique et administration
| Nom           | Code Insee | Intercommunalité    | Superficie (km2) | Population (dernière pop. légale) | Densité (hab./km2) |
| ------------- | ---------- | ------------------- | ---------------- | --------------------------------- | ------------------ |
| Briey (siège) | 54099      | CC du Pays de Briey | 27,13            | 5 758 (2014)                      | 212                |
| Mance         | 54341      | CC du Pays de Briey | 7,39             | 581 (2014)                        | 79                 |
| Mancieulles   | 54342      | CC du Pays de Briey | 4,39             | 1 871 (2014)                      | 426                |

### Liste des maires de Val de Briey
Le premier maire de Val de Briey est François Dietsch, il a été de longues années premier adjoint au maire de Briey.
| Période      | Période                       | Identité                                         | Étiquette | Qualité      |
| ------------ | ----------------------------- | ------------------------------------------------ | --------- | ------------ |
| janvier 2017 | En cours (au 17 juillet 2020) | François Dietsch, Réélu pour le mandat 2020-2026 | SE        | Ancien cadre |

|             | Identité           | Étiquette  | Qualité           |
| ----------- | ------------------ | ---------- | ----------------- |
| Briey       | François Dietsch   | SE         |                   |
| Mance       | Quentin Poggiolini | SE         | Ingénieur soudeur |
| Mancieulles | André Fortunat     | PCF (app.) | Retraité          |

## Population et société

### Démographie
L'évolution du nombre d'habitants est connue à travers les recensements de la population effectués dans la commune depuis sa création.

En 2022, la commune comptait 7 906 habitants, en évolution de −5,41 % par rapport à 2016 (Meurthe-et-Moselle : −0,13 %, France hors Mayotte : +2,11 %).
| 2015  | 2016  | 2017  | 2018  | 2019  | 2022  |
| ----- | ----- | ----- | ----- | ----- | ----- |
| 8 293 | 8 358 | 8 228 | 8 148 | 8 069 | 7 906 |

Les habitants de Val de Briey se nomment les Valdobriotins.

### Enseignement
Les établissements scolaires sont nombreux :
2 lycées (Assomption,Louis Bertrand), 3 collèges (Jules Ferry, Assomption,Jean Maumus), 1 EREA (Hubert Martin), 4 écoles élémentaires, 3 écoles maternelles.

## Économie
La commune de Val de Briey possède une Zone d'Activite Économique (ZAE) dénommée Pôle industriel et technologique de la Chesnois (créée en 1971 sous l'appellation CECA) située le long de la RD 138, route de Moyeuvre, qui compte environ un millier d'emplois et en fait la seconde zone industrielle, après SOVAB, du Sud de l'arrondissement de Val-de-Briey.
La commune de Val de Briey connaît un développement commercial important depuis plusieurs années. Des enseignes nationales arrivent encore sur le territoire communal  notamment sur le pôle commercial nord contigu à la RD 906, dénommé Shopping du Val. La partie de la ville basse de la commune déléguée de Briey possède également de nombreux commerces dans la rue de Metz, rue de l'Europe et rue de la Poterne  (une galerie piétonne couverte originale). Les parkings sont très nombreux et gratuits  La commune déléguée de Mancieulles possède également des commerces, mais plus diffus (restaurant, pharmacie...). La commune déléguée de Mance compte des activités tertiaires et un restaurant le long de la Grand rue.
La commune de Val de Briey est également un centre bourg avec une présence importante des services de l'état (sous-préfecture, tribunal de grande instance et tribunal d'instance, police nationale, gendarmerie nationale, administration pénitentiaire, centre hospitalier Maillot adossé au CHR Metz Thionville, direction des finances publiques).

## Culture locale et patrimoine

### Lieux et monuments
- Cité radieuse Le Corbusier, l'une des unités d'habitation construites suivant le modèle de Marseille.
- Beffroi, tour de l'horloge.
- Église Saint-Gengoult de Briey.
- Hôtel de Ville de Briey.
- Salle Saint Pierremont à Mancieulles.